# 緊急離着陸場

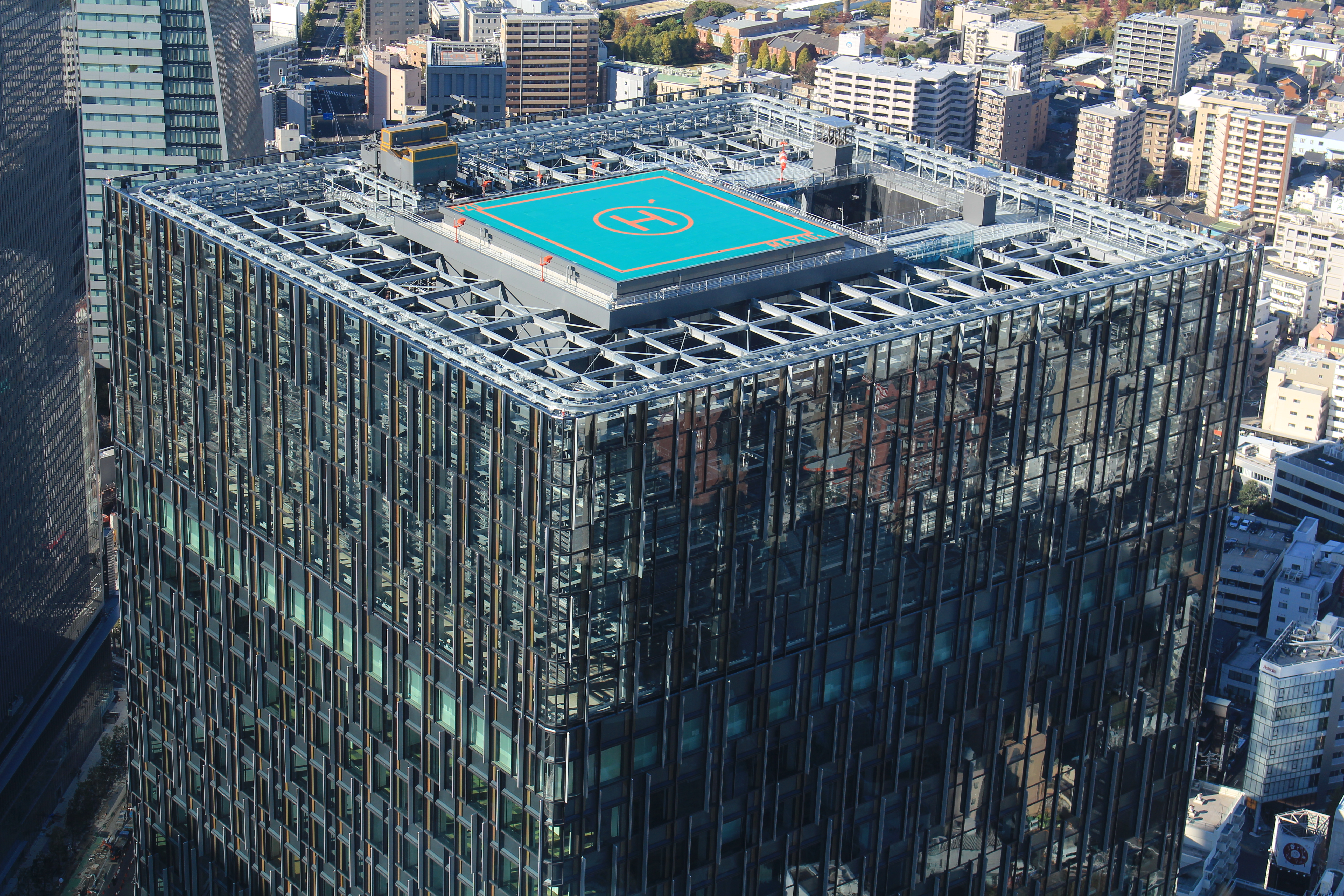
ビル屋上に設置された緊急離着陸場

緊急離着陸場（きんきゅうりちゃくりくじょう、英語: Emergency Helicopter Landing Facilities）とは消防活動のために高層ビルの屋上に設置されたヘリコプターの離着陸場の一種。緊急用離着陸施設、緊急発着場とも呼ばれる。略称はEHLF。

## 米国
連邦航空局（FAA）はビル火災の多くの実例を調査分析した結果、1990年代初めの報告書「ヘリポート・デザイン・アドバイザリー・サーキュラー」で緊急用離着陸施設の有効性を強調し、高層ビルの設計においては屋上にヘリコプター施設を設けることが望ましいと勧告した。連邦航空局の分析ではヘリコプターは高層ビル火災での人命救助や消火活動に有効だが、あらかじめ緊急用施設があればもっと安全に効率よく救助活動ができた事例が多くみられたとしている。
連邦航空局の勧告を受けて、ロサンゼルスやサンディエゴなどの都市は条例で高層ビルに設置義務を課している。

## 日本
航空法に定めるヘリポートとは異なり、航空機使用事業や航空機運送事業の用に供することはできない。あくまで火災等の緊急時に消防防災ヘリなどが救助活動及び消火活動に利用することのみが目的の施設であり、それ以外の目的でのヘリコプターの離着陸は許可されない。この意味からも航空法でいう「ヘリポート」とこの「緊急離着陸場」とは似て非なるものとされる。2022年4月、東京消防庁では「緊急離着陸場」の設置基準を改定し、航空法の飛行場外離着陸場の許可基準との整合を図るなど社会ニーズの変化に対応する見直しを行っている。
なお緊急離着陸場と同様の目的で設置を求められているものに緊急救助用スペースがあるが、この緊急救助用スペースにはヘリコプターは着陸することができず、ホバリングにより救助活動を行う施設としている。
航空関係者の間では、緊急離着陸場はHマーク（エッチマーク）、緊急救助用スペースはRマーク（アールマーク）と呼ばれている。

### 歴史
昭和63年（1988年）にロサンゼルスの超高層ビル（ファーストインターステートバンクビル火災）で大規模火災が発生した折に、屋上に避難した多くの人をヘリコプターで救助した。この事例を受け、日本では、平成2年（1990年）に建設省住宅局建築指導課および消防庁消防課、同予防課、同救急救助課から「高層建築物等におけるヘリコプターの屋上緊急離着陸場等の設置の推進について」との通達が出され、それ以降、急速に普及することになった。
高層ビル火災においては、はしご車による救助活動に限界があるため、当初は高さ31 mを超える高層建築物への設置を指導することとなった。

### 構造・強度

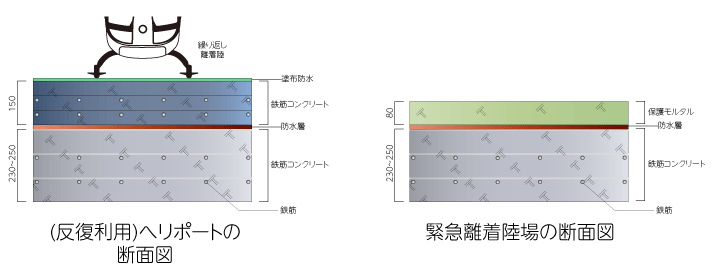
反復利用されるヘリポートと緊急離着陸場の構造比較

緊急離着陸場は非常の時しか利用されないため日本中のほとんどの緊急離着陸場には実際にヘリは一度も下りることはない。このため反復利用が前提のヘリポート（公共・非公共ヘリポート、飛行場外離着陸場）に比べると緊急離着陸場の構造は簡易なものとなっている。
ヘリポートの基準は航空法で細かく定められているのに対し、緊急離着陸場の基準は各自治体の消防に任せられている。
床の強度に関しては一部ICAO（国際民間航空機関）の基準に適用している内容のものもあるが、各自治体によってまちまちである。
また、コンクリート製の緊急離着陸場の場合、コンクリート上面を防水層で覆う必要があるが、その防水層を守るための保護モルタル（軽量コンクリート）の強度までは求められない。これは反復利用のヘリポートとは異なり、基本的に一度もヘリコプター着陸することのない施設に大きなコストをかけることができないための措置である。救助活動でヘリコプターが着陸して保護モルタルが割れても、後ほど補修すれば済むため大きな問題にはならない。
大きさ
一般的に着陸帯の面積は20 m×20 mで各自治体消防によって異なる。東京消防庁では着陸する機体によって20 m×20 m、24 m×24 mなどに区分され、大阪市消防は機体に関係なく20 m×20 mである。
マーキング
離着陸場には黄色線で着陸帯の矩形を示し、その中央部に同じく黄色でHのマークを表示する。
脱落転落防止施設
着陸帯周りには、救助隊員・要救助者等の転落を防止するための措置を講じなければならない。この施設の形状等は各自治体消防によって異なる。例えばその施設の幅は東京では1.5 m以上であるが名古屋市消防は2.0 m以上とされる。